# Rungata
Rungata ist ein Ort im südlichen Teil des pazifischen Archipels der Gilbertinseln nahe dem Äquator im Staat Kiribati mit einer Landfläche von 0,15 km². 2020 wurden 958 Einwohner gezählt.

## Geographie
Der Ort ist der Hauptort der Insel Nikunau und liegt in deren Nordteil. Im Ort gibt es das Rungata Maneaba, ein traditionelles Versammlungshaus, sowie eine katholische und eine protestantische Kirche. Im Osten des Ortes liegen zwei der vier hypersalinen Seen, die Reste der einstigen Lagune: Kabangaki Pond und Neinriki Pond. Dort gibt es auch die Riki Moonfish Nursery. Ein künstlicher Kanal (Blasted Boat Pass) ermöglicht das Anlanden mit Booten von Westen.

## Klima
Das Klima ist tropisch heiß, wird jedoch von ständig wehenden Winden gemäßigt. Ebenso wie die anderen Orte der südlichen Gilbertinseln wird Rungata gelegentlich von Zyklonen heimgesucht.